# Bulbostylis lineolata
Bulbostylis lineolata là một loài thực vật có hoa trong họ Cói. Loài này được Goetgh. mô tả khoa học đầu tiên năm 1985.